# François Nordmann
Pour les articles homonymes, voir Nordmann.
 (août 2019).
Si vous disposez d'ouvrages ou d'articles de référence ou si vous connaissez des sites web de qualité traitant du thème abordé ici, merci de compléter l'article en donnant les références utiles à sa vérifiabilité et en les liant à la section « Notes et références ».
François Nordmann est un diplomate suisse, né le 13 mai 1942 à Fribourg. 

## Biographie
Il étudie au Collège Saint-Michel à Fribourg puis à l'université de cette ville et à l'Institut des hautes études internationales à Genève. Il entre au Département des affaires étrangères en 1971. Il occupe divers postes à Berne dont celui de collaborateur personnel des conseillers fédéraux Pierre Graber et Pierre Aubert. À ce titre, il prend part au premier voyage du chef de la diplomatie suisse en Afrique noire (Cameroun, Nigeria, Côte d'Ivoire, Sénégal). En 1980, il est envoyé à la mission suisse aux Nations Unies à New-York. En 1984, il est ambassadeur au Guatemala et dans plusieurs États d'Amérique centrale. En 1987, il est chef de la délégation suisse à l'UNESCO. Il est le chef de la Direction des organisations internationales du Département des affaires étrangères en 1992. À partir de 1994, il représente la Suisse en Grande-Bretagne. En 2000, il devient chef de la mission permanente de la Suisse près les organisations internationales à Genève. Il se bat pour le maintien du GATT, devenu l'OMC à Genève. En 2002, il devient ambassadeur de Suisse en France. Il collabore avec les autorités françaises en vue de la tenue du sommet du G8 à Évian. En 2006, sa mission est étendue à Monaco. Il est le premier ambassadeur suisse à remettre ses lettres de créance à SAS le prince de Monaco. Ses fonctions prennent fin le 31 mai 2007.
Sur le plan politique, il siège comme élu socialiste au Conseil communal de Fribourg de 1974 à 1980, avec en dernier lieu la responsabilité des services industriels (eau et gaz). Il contribue à la mise en place du réseau de distribution Frigaz. Il donne régulièrement des analyses de politique étrangère dans le journal Le Temps. Depuis 2015, François Nordmann préside l'association du Festival international de films de Fribourg. 
Il est un défendeur du concept de gouvernance mondiale.
François Nordmann est Docteur Honoris Causa de la Faculté des lettres et des sciences humaines de l'Université de Fribourg en Suisse.